# 松平親乗
松平 親乗（まつだいら ちかのり）は、戦国時代から安土桃山時代にかけての武将。通称は源次郎。官位は和泉守。大給松平家4代当主。

## 生涯
3代当主・松平乗勝の長男として誕生。
享禄3年（1530年）、清康に従って熊谷氏の居城・宇利城を攻め、軍功を挙げた。天文21年（1552年）、東条松平家の松平忠茂に居城の大給城を攻められ、忠茂と戦う。弘治元年（1555年）8月、今川義元に命じられて織田氏の居城・蟹江城を攻める。弘治2年（1556年）に滝脇松平家の滝脇城を攻め、松平乗清・乗遠親子を戦死させた。
この頃、今川家の人質であった徳川家康に随身し駿府に居住しており、弘治3年1月8日（1557年2月17日）には駿府滞在中の山科言継を訪ね酒宴に及んだことが『言継卿記』に記録されている。これ以降、言継とは永禄11年10月10日（1568年11月9日）など会合を重ね親交を深めている。
天正3年（1575年）、乗遠の次男・乗高により大給城を夜襲され、尾張国へ逃れている。